# Heldenbuch

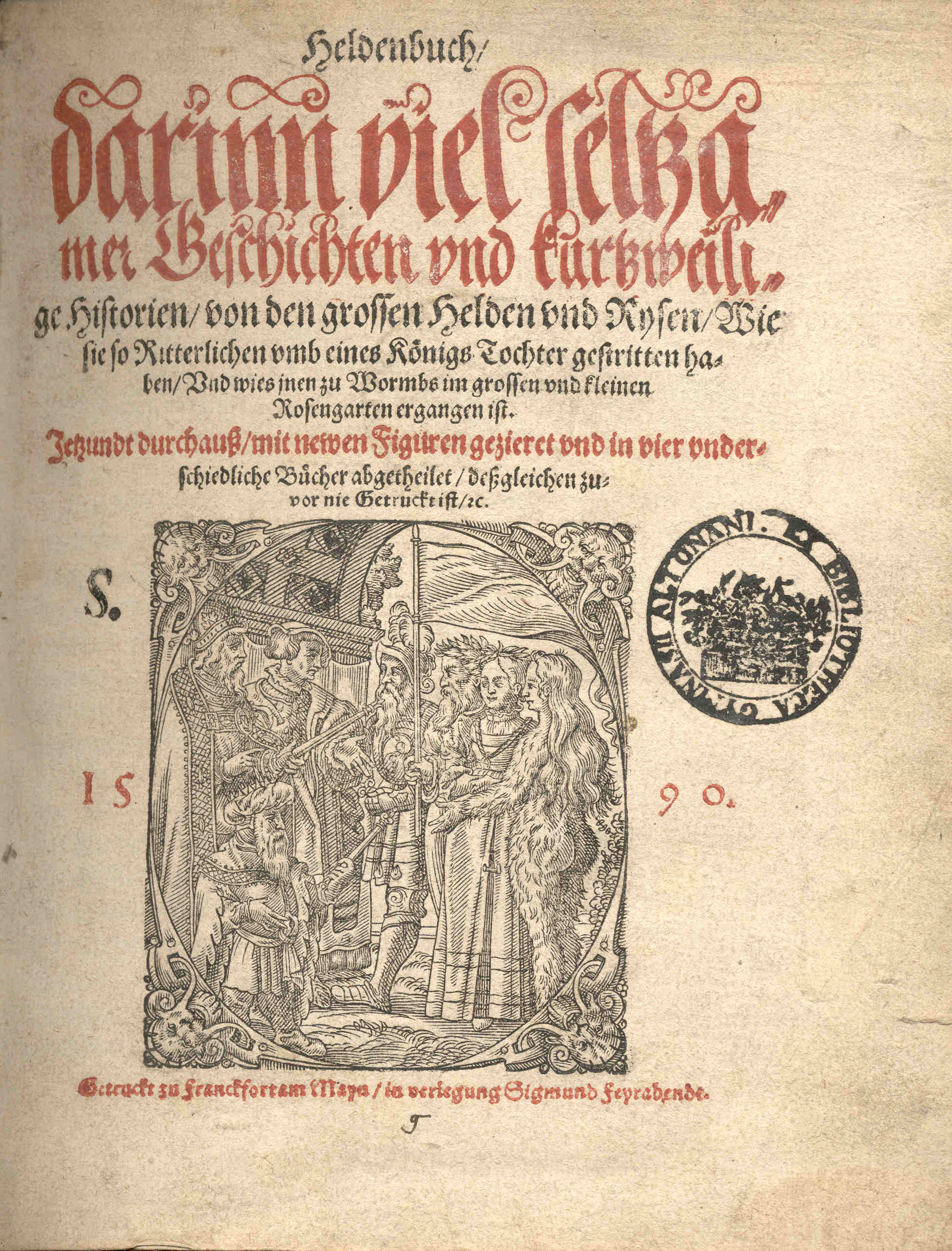
Un Heldenbuch impreso en 1590

Heldenbuch es una palabra compuesta alemana que significa libro de héroes. El plural es Heldenbücher. Es un término global o colectivo para un grupo de libros manuscritos e impresos de la Edad Media, sobre todo de los siglos XIV a XVI. Cada libro de héroes contiene una colección de epopeyas.

## Versiones
- El libro de héroes de Estrasburgo (nombre original: Straßburger Heldenbuch) del orfebre Diebold de Hanowe de Estrasburgo, un libro manuscrito, data probablemente de entre 1476 y 1479.

## Enlaces
- Heldenbuch en Meyers Konversations-Lexikon,  4a edición, tomo 8, Bibliographisches Institut, Leipzig 1885–1892, p. 348

- Datos: Q1601743
- Multimedia: Heldenbuch / Q1601743